# Norma Rae
Pour les articles homonymes, voir Rae.
Pour plus de détails, voir Fiche technique et Distribution.
Norma Rae est un film américain réalisé par Martin Ritt, sorti en 1979.
Le scénario est inspiré du livre Crystal Lee: A Woman of Inheritance (littéralement  : Crystal Lee : une femme d'héritage) du journaliste Henry  « Hank » Leiferman, du New York Times, sorti en 1975, et qui raconte l'histoire vraie de la militante syndicaliste Crystal Lee Sutton et de son combat, dans les années 1970, aux côtés du syndicaliste Eli Zivkovich pour affilier les employés de l'usine J.P. Stevens de Roanoke Rapids (Caroline du Nord, aux États-Unis) au syndicat des employés de l'industrie du vêtement et du textile ACTWU (Amalgamated Clothing and Textile Workers Union). En particulier, la scène dans laquelle, avant de se faire expulser de l'usine par la police, Norma Rae, renvoyée de l'usine, prend un morceau de carton, écrit dessus le mot UNION, et monte sur sa table de travail en le brandissant à ses collègues, ceux-ci coupant les uns après les autres leur machine, est véridique. Crystal Lee Sutton est morte d'un cancer en 2009 à l'âge de 68 ans.

## Synopsis
Norma Rae (Sally Field) est une veuve, mère de  deux enfants qui vit avec ses parents et travaille, tout comme eux, à l'usine textile d’une petite ville baptiste du Sud des États-Unis. Les conditions de travail des ouvriers de la fabrique sont très mauvaises, et aucun d’eux n’est syndiqué. C'est pour cela qu'un syndicaliste new-yorkais, Reuben Warshowsky (Ron Leibman) vient à l'usine pour convaincre les ouvriers de l'importance de créer un syndicat dans l'usine. Norma Rae, plus indépendante d’esprit, est la première à s’engager avec lui et commence à lutter pour améliorer les conditions de travail des ouvriers de l’usine, ce qui passe par la création d’un syndicat (aux États-Unis, il faut un vote des ouvriers pour la création d’un syndicat à l’intérieur d’une usine). Avec beaucoup de difficultés et l'aide de Reuben elle parvient à monter un syndicat dans l'usine et trouve un sens à sa vie. Le film est représentatif du cinéma social américain des années 1970.

## Fiche technique
Sauf indication contraire, les informations mentionnées dans cette section peuvent être confirmées par la base de données cinématographiques IMDb,  présente dans la section « Liens externes ».
- Titre original : Norma Rae
- Réalisation : Martin Ritt
- Scénario : Harriet Frank Jr. et Irving Ravetch d'après le livre Crystal Lee: A Woman of Inheritance de Henry Leiferman
- Production : Tamara Asseyev et Alexandra Rose
- Musique : David Shire
- Photographie : John A. Alonzo
- Montage : Sidney Levin
- Décors : Walter Scott Herndon et Gregory Garrison
- Pays d'origine : États-Unis
- Format : Couleurs - Stéréo
- Genre : Drame
- Durée : 110 minutes
- Date de sortie : 1979

## Distribution
- Sally Field (VF : Sylviane Margollé) : Norma Rae
- Beau Bridges (VF : Richard Darbois) : Sonny Webster
- Ron Leibman (VF : Serge Lhorca) : Reuben
- Pat Hingle (VF : Claude Joseph) : Vernon
- Barbara Baxley : Leona
- Gail Strickland (VF : Arlette Thomas) : Bonnie Mae
- Morgan Paull (VF : Daniel Gall) : Wayne Billings
- Robert Broyles : Sam Bolen
- John Calvin (VF : Michel Derain) : Ellis Harper
- Booth Colman (VF : Jean Berger) : Dr. Watson
- Frank McRae (VF : Med Hondo) : James Brown
- Lonny Chapman : Gardner

## Distinctions
- Oscar de la meilleure actrice pour Sally Field.
- Oscar de la meilleure chanson pour It goes like it goes, musique de David Shire et paroles de Norman Gimbel.
- Prix d'interprétation féminine du Festival de Cannes pour Sally Field.